# Ian Marter
Ian Don Marter (ur. 28 października 1944 w Coventry; zm. 28 października 1986 w Londynie) – brytyjski aktor filmowy i telewizyjny oraz pisarz.
W 1973 roku wystąpił gościnnie w brytyjskim serialu science-fiction pt. Doktor Who wcielając się w rolę Johna Andreasa w historii Carnival of Monsters. Powrócił do tego serialu w latach 1974-1975 grając rolę towarzysza Doktora, Harry’ego Sullivana. Na przełomie lat 70. i 80. napisał kilka adaptacji książkowych na podstawie serialu, współpracując z wydawnictwem Target Books.
Zmarł w 1986 roku na atak serca, który był związany z cukrzycą.

## Filmografia
Źródło:

### Filmy
| Rok  | Nazwa filmu                  | Rola              | Uwagi                      |
| ---- | ---------------------------- | ----------------- | -------------------------- |
| 1967 | Doctor Faustus               | duma / cesarz     |                            |
| 1971 | Odrażający dr Phibes         | trzeci policjant  |                            |
| 1978 | Dotknięcie Meduzy            | detektyw na ulicy | występował jako Ian Master |
| 1978 | The Waterloo Bridge Handicap |                   | film krótkometrażowy       |

### Seriale
| Rok              | Nazwa serialu             | Rola                                | Uwagi                                              |
| ---------------- | ------------------------- | ----------------------------------- | -------------------------------------------------- |
| 1972             | Holly                     | policjant                           | 3. odcinek z 1. sezonu                             |
| 1972; 1974; 1978 | Crown Court               | Quentin Ingrams / Constable Forbush | 10 odcinków                                        |
| 1973             | Six Days of Justice       | Sutton                              | odc. "Excuse Me, Madam"                            |
| 1973             | Play for Today            | redaktor                            | odc. "The Emergency Channel"                       |
| 1973; 1974-1975  | Doktor Who                | John Andrews / Harry Sullivan       | 31 odcinków                                        |
| 1975             | The Venturers             | Patrick Dyson                       | odc. "Gentleman's Agreement"                       |
| 1975             | Softly, Softly: Taskforce | Major Henty                         | odc. "Female of the Species"                       |
| 1975             | North & South             | Henry Lennox                        | 2 odcinki                                          |
| 1976             | The Brothers              | Alan Hawkins                        | odc. "A Clean Break"                               |
| 1979             | Hazell                    | Roper                               | odc. "Hazell and the Big Sleep"                    |
| 1979             | Omnibus                   | Wilhelm Grimm                       | odc. "The Brothers Grimm"; serial dokumentalny     |
| 1980             | ITV Playhouse             | dziennikarz                         | odc. "The Specialist"                              |
| 1981             | BBC2 Playhouse            | mąż Daphine                         | odc. "Elizabeth Alone: Part 2"                     |
| 1984             | Shine on Harvey Moon      | policjant                           | odc. "Pick Yourself Up, Dust Yourself Down And..." |
| 1985             | Fell Tiger                | Martin Cunningham                   | miniserial; 5 odcinków                             |
| 1985             | Bergerac                  | pastuch                             | odc. "Return of the Ice Maiden"                    |
| 1986             | King of the Ghetto        | sierżant                            | 2. odcinek z 1. sezonu                             |
| 1986             | Sherlock Holmes           | Inspektor Fereday                   | odc. "The Musgrave Ritual"                         |